# Gia Bình (huyện)
Gia Bình là một huyện cũ nằm bên bờ nam sông Đuống thuộc tỉnh Bắc Ninh, Việt Nam.

## Địa lý
Huyện Gia Bình nằm ở phía đông tỉnh Bắc Ninh, nằm cách thành phố Bắc Ninh khoảng 25 km, cách trung tâm thủ đô Hà Nội 35 km, có vị trí địa lý:
- Phía đông giáp thành phố Chí Linh, tỉnh Hải Dương với ranh giới là sông Thái Bình (đoạn sông này còn được gọi là sông Lục Đầu, sông Phả Lại...)
- Phía tây giáp thị xã Thuận Thành
- Phía nam giáp huyện Lương Tài
- Phía bắc giáp thị xã Quế Võ với ranh giới là Sông Đuống.

## Hành chính
Huyện Gia Bình có 14 đơn vị hành chính cấp xã trực thuộc, bao gồm 2 thị trấn: Gia Bình (huyện lỵ), Nhân Thắng và 12 xã: Bình Dương, Cao Đức, Đại Bái, Đại Lai, Đông Cứu, Giang Sơn, Lãng Ngâm, Quỳnh Phú, Song Giang, Thái Bảo, Vạn Ninh, Xuân Lai.
| Tên          | Dân số (người) | Diện tích |
| ------------ | -------------- | --------- |
| Thị trấn (2) |                |           |
| Gia Bình     | 8.552          | 4,37 km²  |
| Nhân Thắng   | 10.572         | 8,18 km²  |
| Xã (12)      |                |           |
| Bình Dương   | 5.902          | 6,88 km²  |
| Cao Đức      |                | 11,4 km²  |
| Đại Bái      | 9.219          | 6,19 km²  |
| Đại Lai      | 7.689          | 8,19 km²  |

| Tên        | Dân số (người) | Diện tích |  |
| ---------- | -------------- | --------- |  |
| Đông Cứu   | 9.298          | 6,38 km²  |  |
| Giang Sơn  |                | 7,92 km²  |  |
| Lãng Ngâm  | 8.290          | 6,35 km²  |  |
| Quỳnh Phú  | 7.017          | 7,93 km²  |  |
| Song Giang | 7.377          | 7,13 km²  |  |
| Thái Bảo   | 7.676          | 7,08 km²  |  |
| Vạn Ninh   | 7.206          | 8,27 km²  |  |
| Xuân Lai   | 8.669          | 11,21 km² |  |

## Lịch sử
Gia Bình là vùng đất cổ phù sa màu mỡ bên sông Đuống, nên từ ngàn xưa đã có cư dân Việt cổ về đây sinh cơ lập nghiệp và để lại dấu ấn là những khu cư trú mộ táng, địa danh, di tích và tín ngưỡng. Các nhà khảo cổ học đã phát hiện ở xã Lãng Ngâm có di chỉ cư trú và mộ táng với những di vật bằng đồng như: rìu, búa, giáo, mác thuộc văn hóa Đông Sơn (cách ngày nay khoảng 4000 năm). Đó còn là hiện tượng tín ngưỡng, hàng loạt các làng xã nằm ven sông Đuống và sông Bái Giang thờ "Lạc Thị đại vương" (tức dòng dõi Lạc Long Quân) là các bậc thủy tổ dân tộc, tiêu biểu là đình Văn Lãng của thôn Đại Bái thờ "Lạc Thị đại vương" còn giữ được sắc phong niên đại Cảnh Hưng 44 (1783) cho biết khá rõ về người được thờ như sau: "Sắc phong cho ba vị đại vương thuộc dòng dõi Lạc Long Quân linh thiêng ở Đại Việt. Là tinh khí tạo thành, do núi sông hun đúc. Gốc từ trăm trứng mà ra, lập ra cơ đồ ở cõi trời Nam. Mở nền thịnh trị một phương, từ phía Bắc trở lại trừ diệt tai ách, khiến cho mạch nước được yên, từng che chở cho dân ta, tiếng tăm lừng lẫy, thật là đáng được ca ngợi. Vì nhà vua mới lên ngôi báu, trông coi việc chính sự, xét về lễ là được nâng bậc, nhà vua phong cho mỹ tự, lại gia phong cho là Đại Việt Lạc Thị linh ứng phong công trí đức cương nghị ba vị đại vương".
Thời Hùng Vương - An Dương Vương, vùng đất Gia Bình thuộc bộ Vũ Ninh và để lại dấu ấn đậm nét ở ngôi đền thờ Cao Lỗ Vương (xã Cao Đức). Theo thần tích cho biết ông là tướng tài giúp An Dương Vương xây dựng quốc gia Âu Lạc, xây thành Cổ Loa, có công chế tạo "nỏ thần" đánh giặc giữ nước.
Ngày 5 tháng 8 năm 1472, Lê Thái Tông mất tại Lệ Chi Viên (nay thuộc xã Đại Lai), thọ 20 tuổi. Nguyễn Trãi và vợ là Nguyễn Thị Lộ bị kết tội giết vua. Ba họ nhà Nguyễn Trãi bị tru di. (Xem Vụ án Lệ Chi Viên).
Thời chống Bắc thuộc, vùng đất này thuộc hai huyện An Bình và Nam Định. Đời Lý Trần thuộc huyện An Định lộ Bắc Giang. Thời Lê sơ, huyện An Định được đổi là Gia Định, thuộc phủ Thuận An, trấn Kinh Bắc. Thời Nguyễn, vua Minh Mệnh năm thứ nhất (1820) huyện đổi tên là Gia Bình. Xưa kia, lỵ sở của huyện Gia Bình ở xã Bảo Khám. Năm 1820 được chuyển về xã Đông Bình. Năm 1888 chuyển đến xã Nhân Hữu. Năm 1841 chuyển về xã Khoái Khê. Năm 1920 chuyển về núi Nghĩa Thắng thuộc dãy Thiên Thai, xã Đông Cứu ngày nay.
Trong kháng chiến chống Pháp, để phù hợp với tình hình kháng chiến, tháng 8/1950, huyện Gia Bình và Lương Tài sáp nhập làm một lấy tên là huyện Gia Lương, thuộc tỉnh Bắc Ninh.
Năm 1962, tỉnh Bắc Ninh và tỉnh Bắc Giang hợp nhất thành một tỉnh lấy tên là tỉnh Hà Bắc, huyện Gia Lương thuộc tỉnh Hà Bắc.
Năm 1997, tỉnh Bắc Ninh được tái lập, huyện Gia Lương thuộc tỉnh Bắc Ninh.
Theo Nghị định số 68/1999/NĐ-CP huyện Gia Bình được tách ra từ huyện Gia Lương với 13 xã: Bình Dương, Cao Đức, Đại Bái, Đại Lai, Đông Cứu, Giang Sơn, Lãng Ngâm, Nhân Thắng, Quỳnh Phú, Song Giang, Thái Bảo, Vạn Ninh, Xuân Lai.
Theo Nghị định số 37/2002/NĐ-CP, thành lập thị trấn Gia Bình - thị trấn huyện lỵ huyện Gia Bình trên cơ sở 213,08 ha diện tích tự nhiên và 3.198 nhân khẩu của xã Xuân Lai; 71,92 ha diện tích tự nhiên và 1.389 nhân khẩu của xã Đại Bái; 151,39 ha diện tích tự nhiên và 3.085 nhân khẩu của xã Đông Cứu.
Sau khi điều chỉnh địa giới hành chính để thành lập thị trấn Gia Bình: xã Xuân Lai còn lại 1.084,35 ha diện tích tự nhiên và 8.251 nhân khẩu; xã Đại Bái còn lại 627,46 ha diện tích tự nhiên và 8.665 nhân khẩu; xã Đông Cứu còn lại 666,28 ha diện tích tự nhiên và 7.301 nhân khẩu; thị trấn Gia Bình có 436,39 ha diện tích tự nhiên và 7.672 nhân khẩu.
Ngày 24 tháng 10 năm 2024, Ủy ban Thường vụ Quốc hội ban hành Nghị quyết số 1255/NQ-UBTVQH15 về việc sắp xếp đơn vị hành chính cấp xã của tỉnh Bắc Ninh giai đoạn 2023–2025 (nghị quyết có hiệu lực từ ngày 1 tháng 12 năm 2024). Theo đó, thành lập thị trấn Nhân Thắng trên cơ sở toàn bộ xã Nhân Thắng.
Huyện Gia Bình có 2 thị trấn và 12 xã như hiện nay.

## Kinh tế - xã hội

### Làng nghề
Gia Bình thuộc vùng đất Kinh Bắc cũng có một số làng nghề từ lâu, với làng Đại Bái là nổi tiếng. Nhóm nghề dịch vụ chưa phát triển nhiều ngay cả những nơi như trung tâm thị trấn và ở Ngụ, Bùng là nơi phát triển nhất huyện cũng chỉ dừng lại ở việc kinh doanh các mặt hàng thiết yếu. Nông nghiệp với nhiều loại cây vụ đông và cây màu như cà rốt, dưa, hành, tỏi, chuối bãi... Huyện không có nhiều các làng nghề. Các nghề như mây tre đan Lập Ái, bột lọc Ngụ hầu như đến nay đã không còn tồn tại. Các làng còn lại cần khôi phục để tạo nét văn hóa, đặc trưng của vùng đất Gia Bình:
- Làng nghề đúc đồng ở Đại Bái
- Làng may, tre trúc Xuân Lai (Xuân Lai)
- Mây tre đan Lập Ái (Song Giang)
- Trồng dưa thôn Yên Việt (Đông Cứu)
- Nghề làm trống An Quang (Lãng Ngâm)
- Nghề làm nón Môn Quảng (Lãng Ngâm).
- Làng Ngụ: nghề Bột lọc, có truyền thống hơn 700 năm nay.
- Làng Đại Bái: đúc đồng (hiện nay làng nghề này đang rất phát triển. Sản phẩm là các đồ vật bằng đồng như nồi đồng, lư hương (rất nhiều), đồ thờ cúng (rất nhiều),...
- Làng Xuân Lai: làng nghề mây tre trúc. Hiện những nghề thủ công tại đây phát triển rất mạnh như mây tre đan, thang xào, dát giường, găng tay, khẩu trang, đồ thủ công mỹ nghệ xuất khẩu trong và ngoài nước.
- Làng Môn Quảng: Làng nghề nón lá.
- Làng Yên Việt: Làng nghề trồng dưa.

### Giáo dục
- Trường THPT Gia Bình số 1
- Trường THPT Lê Văn Thịnh
- Trường THCS Lê Văn Thịnh.

## Văn hóa

### Lễ hội
- Lễ hội Cao Lỗ Vương
- Hội thập đình Lê Văn Thịnh
- Lễ hội đền Vua Bà.

### Công trình
- Trung tâm văn hóa thể thao huyện Gia Bình (Gia Bình)[5]
- Đài tưởng niệm Liệt sỹ huyện Gia Bình (Gia Bình)[6]
- Công viên và hồ điều hòa trung tâm (Gia Bình)[7]
- Quảng trường Chiến thắng Cầu Đào (Nhân Thắng)
- Công viên hồ trên núi (Xã Đông Cứu)
- Sân vận động huyện Gia Bình[8]

### Di tích lịch sử
| STT | Tên Di tích      | Xếp hạng văn hóa cấp | Năm xếp hạng |
| --- | ---------------- | -------------------- | ------------ |
| 1   | Đền Cao Lỗ Vương | Quốc gia             | Ví dụ        |
| 2   | Đền Côn Nương    | Quốc Gia             | Ví dụ        |
| 3   | Đền Vua Bà       | Tỉnh                 | 1995         |

## Giao thông

### Đường bộ
- :
  - Hướng tuyến: Đại Bái - Gia Bình - Xuân Lai - Ngụ - Bình Dương -> Cầu Kênh Vàng
  - Chiều dài: 17,7 km
- ĐT.280:
  - Hướng tuyến: Lãng Ngâm - Đông Cứu - Gia Bình - Quỳnh Phú
  - Chiều dài: 8,3 km
- ĐT.284:
  - Hướng tuyến: Lãng Ngâm - Đại Bái - Quỳnh Phú
  - Chiều dài: 5,6 km
- ĐT.285:
  - Hướng tuyến: Đại Lai - Thái Bảo - Ngụ
  - Chiều dài: 5,3 km
- ĐT.282B:
  - Hướng tuyến: Lãng Ngâm - Đông Cứu - Xuân Lai - Đại Lai - Thái Bảo - Vạn Ninh
  - Chiều dài: 14,5 km
- ĐT.285B:
  - Hướng tuyến: Cầu Bình Than - Vạn Ninh - Bình Dương
  - Chiều dài: 5,5 km
- ĐT.279:
  - Hướng tuyến: Giang Sơn - Song Giang - Đông Cứu - Gia Bình - Quỳnh Phú.

### Cầu
- Cầu Bình Than (Gia Bình - Quế Võ): Khánh thành 1.1.2016, nằm trên QL.17
- Cầu Chì (Gia Bình - Quế Võ): Đã phê duyệt phương án thiết kế thi công, nằm trên ĐT.291
- Cầu Lệ Chi (Gia Bình - Quế Võ): Nằm trong định hướng quy hoạch giao thông tỉnh Bắc Ninh, nằm trên ĐT.285.

### Đường thủy
- Sông Đuống phía Bắc
- Sông Thái Bình phía Đông
- Sông Ngụ phía Nam.

### Hàng không
Sân bay Gia Bình của Bộ Công An đã được quy hoạch nằm trên địa phận xã Xuân Lai.

## Danh nhân
- Tướng quân Cao Lỗ Vương
- Nữ tướng Côn Nương, thời Hai Bà Trưng[9]
- Đệ ngũ Cung phi Đặng Thị Loan - vợ vua Trần Nhân Tông
- Thiền sư Huyền Quang (tổ thứ ba của Thiền phái Trúc Lâm)
- Lê Văn Thịnh (thái sư, Trạng nguyên đầu tiên của Việt Nam)
- Lưu Thúc Kiệm (trạng nguyên)
- Nguyễn Quang Bật (trạng nguyên)
- Vũ Ngọc Phan (nhà phê bình văn học, giải thưởng Hồ Chí Minh đợt I)
- GS.TS Vũ Tuyên Hoàng - nguyên Chủ tịch Liên hiệp các Hội Khoa học và Kỹ thuật Việt Nam.
- Nguyễn Thanh Bình - nguyên Ủy viên Bộ Chính trị, nguyên Thường trực Ban Bí thư Đảng Cộng sản Việt Nam.
- Lê Khắc Hoàn, Thượng tướng, Ủy viên Trung ương Đảng, Ủy viên Thường vụ Quân ủy Trung ương, Thứ trưởng Bộ Quốc phòng
- Vua hài đất Bắc Xuân Hinh.